# Барисал (округ)
Барисал (бенг. বরিশাল জেলা, англ. Barisal District) — округ на юге Бангладеш, в области Барисал. Образован в 1797 году. Административный центр — город Барисал. Площадь округа — 2790 км². По данным переписи 2001 года население округа составляло 2 330 960 человек. Уровень грамотности взрослого населения составлял 42,9 %, что соответствовало среднему уровню по Бангладеш (43,1 %). Религиозный состав населения: мусульмане — 86,19 %, индуисты — 13,10 %, христиане — 0,63 %.

## Административно-территориальное деление
Округ Барисал делится на 10 подокругов:
1. Агайлджхара (Агайлджхара)
2. Бабугандж (Бабугандж)
3. Бакергандж (Бакергандж)
4. Банарипара
5. Гаурнади (Гаурнади)
6. Хизла (Хизла)
7. Барисал-Садар
8. Мехендигандж (Мехендигандж)
9. Мулади (Мулади)
10. Вазирпур (Вазирпур)